# Finlands Riksidrottsförbund
Finlands riksidrottsförbund bildades 1906 som Finlands gymnastik- och idrottsförbund (FGIF) och kallades också Suomen Valtakunnan Urheiluliitto (SVUL). Förbundet ersattes från och med 1993 med Finlands Idrott, där även dittills fristående finska idrottsförbund inordnades.

### Fotnoter
1. ↑  Finlands gymnastik- och idrottsförbund i Nordisk familjebok (fjärde upplagan, 1951)
2. ↑  ”Finlands idrott”. Uppslagsverket Finland. Arkiverad från originalet den 18 maj 2015. https://web.archive.org/web/20150518090541/http://www.uppslagsverket.fi/bin/view/Uppslagsverket/FinlandsIdrott. Läst 11 maj 2015.